# Doreen Ryan
Doreen Delores Ryan (* 27. September 1931 in Edmonton) ist eine ehemalige kanadische Eisschnellläuferin.
Ryan startete international erstmals bei den Olympischen Winterspielen 1960 in Squaw Valley. Dort kam sie auf den 14. Platz über 3000 m, jeweils auf den 13. Rang über 1000 m und 1500 m sowie auf den neunten Platz über 500 m. In ihrer letzten aktiven Saison 1963/64 belegte sie bei der Mehrkampfweltmeisterschaft 1964 in Kristinehamn auf den 17. Platz im Mini-Mehrkampf und bei den Olympischen Winterspielen 1964 in Innsbruck den 24. Platz über 3000 m, den 16. Rang über 1500 m, den 11. Platz über 1000 m sowie den zehnten Rang über 500 m.

## Persönliche Bestzeiten
| Disziplin | Zeit       | Datum            | Ort          |
| --------- | ---------- | ---------------- | ------------ |
| 500 m     | 47,0 s     | 26. Januar 1964  | Davos        |
| 1000 m    | 1:38,1 min | 22. Februar 1960 | Squaw Valley |
| 1500 m    | 2:32,8 min | 26. Januar 1964  | Davos        |
| 3000 m    | 5:39,7 min | 24. Februar 1960 | Squaw Valley |